# Petite Honnelle
 (janvier 2022).
Si vous disposez d'ouvrages ou d'articles de référence ou si vous connaissez des sites web de qualité traitant du thème abordé ici, merci de compléter l'article en donnant les références utiles à sa vérifiabilité et en les liant à la section « Notes et références ».
La Petite Honnelle est une rivière qui prend sa source à Hon-Hergies, en France, à quelques centaines de mètres[évasif] de la frontière et entre en Belgique par Erquennes, à la cote 130. Elle coule ensuite sur 17,9 km par Fayt-le-Franc, Montignies-sur-Roc, Audregnies et Baisieux avant de se jeter dans la Grande Honnelle à Quiévrain. Elle présente un dénivelé d’environ 80 mètres sur le territoire de l’entité.
La Grande Honnelle est le nom que prend l'Hogneau lors de son entrée sur le territoire belge à Autreppe avant de traverser Roisin, Angreau, Angre, Baisieux et Quiévrain et regagner la France. L'Hogneau est un sous-affluent de l'Escaut.
Le nom des deux cours d’eau ont inspiré le législateur lors de la fusion des communes (en Belgique) en 1977 puisque, depuis cette époque, l’entité porte le nom de Honnelles (et regroupe 10 anciens villages) : Angre, Angreau, Athis, Autreppe, Erquennes, Fayt-le-Franc, Marchipont, Montignies-sur-Roc, Onnezies et Roisin)